# Rijkspartij van de Duitse Middenstand
De Rijkspartij van de Duitse Middenstand (Duits: Reichspartei des deutsche Mittelstandes), was een Duitse liberale partij ten tijde van de Weimarrepubliek.
Tijdens haar bestaansgeschiedenis (1920-1933) was de partij bekend onder de volgende namen:
- 1920-1925: Economische Partij van de Duitse Middenstand (Wirtschaftspartei des deutschen Mittelstandes)
- 1925-1933: Rijkspartij van de Duitse Middenstand (Reichspartei des deutschen Mittelstandes)

De partij was desondanks vooral bekend onder de naam Economische Partij (Wirtschaftspartei, WP).

## Geschiedenis
De Economische Partij van de Duitse Middenstand werd in september 1920 opgericht als afsplitsing van de links-liberale Duitse Democratische Partij (Deutsche Demokratische Partei). De oprichters, afkomstig uit de middenstand, vonden dat de DDP zich te weinig inzette voor hun belangen. De partij, een typische belangenpartij, was aanvankelijk alleen in de grote steden actief, maar dankzij haar charismatische leiders (Otto Colosser, Jakob Ludwig Mollath) bereikte de partij ook handwerkers, arbeiders en plattelanders (vooral kleine boeren). Bij de Rijksdagverkiezingen van december 1924 bereikte de WP goede resultaten. De partij verkreeg 2,3% van de stemmen, goed voor 12 zetels in de Rijksdag (Reichstag). Bij Landdagverkiezingen in Saksen, Thüringen en Mecklenburg-Schwerin bereikte de partij opmerkelijke resultaten. In Saksen en Thüringen werd de WP in de regering opgenomen.
In 1925 werd de partijnaam gewijzigd in Rijkspartij van de Duitse Middenstand.
In 1928 boekte de WP de beste verkiezingsresultaten in haar geschiedenis. De partij verkreeg 4,5% van de stemmen, goed voor 23 zetels. De WP won vooral veel zetels ten koste van de rechtse Duitse Nationale Volkspartij (Deutschnationale Volkspartei). Bij de Rijksdagverkiezingen van 1930 ging de partij procentueel sterk achteruit (-0,6%) maar behield haar 23 zetels. De WP ondersteunde het kabinet-Brüning I, waarin zij met één minister, Johann Viktor Bredt van Justitie tot 5 december 1930 vertegenwoordigd was. In 1932 steunde de WP de kandidatuur van Paul von Hindenburg die dat jaar werd herkozen als rijkspresident.
Bij de Rijksdagverkiezingen van juli 1932 leed de WP, die een verkiezingalliantie was aangegaan met de Beierse Volkspartij (Bayerische Volkspartei) een verkiezingsnederlaag en verloor 21 zetels. De partij hield er nog maar 2 over. Bij de Rijksdagverkiezingen van november 1932 hield de WP nog maar één zetel over. Voor de Rijksdagverkiezingen van 1933 ging de WP een alliantie (kartel) aan met de rooms-katholieke Centrumpartij (Zentrumspartei). Kandidaten van de WP kregen een plaatsje op de kieslijst van de Centrumpartij. De WP behield haar ene zetel in de Rijksdag. De nazi's, die de verkiezingen hadden gewonnen, verboden echter in de loop van 1933 alle partijen behalve de NSDAP. Dit lot trof ook de WP. Enkele leidinggevende WP'ers, waaronder Mollath, sloten zich aan bij de NSDAP.
Na de Tweede Wereldoorlog sloten veel vroegere WP-leiders zich aan bij de Christelijk Democratische Unie (Christlich Demokratische Union).

## Voorzitters
Met een korte onderbreking van 1931-1932 werd de partij geleid door de populaire Hermann Drewitz, een meester bakker, die na de Tweede Wereldoorlog politiek actief was voor de CDU.
| Persoon             | periode     |
| ------------------- | ----------- |
| Hermann Drewitz     | 1920 - 1931 |
| Johann Viktor Bredt | 1931 - 1932 |
| Hermann Drewitz     | 1932 - 1933 |

Plaatsvervangende voorzitters
- Fritz Sönnichsen (1920-1923)
- Otto Colosser (1924-1930)
- Johann Viktor Bredt/Wilhelm François (april-september 1931)
- Hugo Weber (september-oktober 1931)
- Walther Wilhelm

Secretarissen-Generaal
- Fritz Bormann (1921-1922)
- Otto Dannenberg (1923-1929)
- Wilhelm Baeumer (1929-1933)

## Verkiezingsuitslagen
| Rijksdagverkiezingen | Rijksdagverkiezingen | Rijksdagverkiezingen |
| Jaar                 | %                    | zetels               |
| -------------------- | -------------------- | -------------------- |
| mei 1924             | 1,7%                 | 7                    |
| december 1924        | 2,3%                 | 12                   |
| 1928                 | 4,5%                 | 23                   |
| 1930                 | 3,9%                 | 23                   |
| juli 1932            | 0,4%                 | 2                    |
| november 1932        | 0,3%                 | 1                    |
| 1933                 | ?                    | 1                    |